# Marco Emilio Lepido (console 232 a.C.)
Marco Emilio Lepido (in latino Marcus Aemilius Lepidus; ... – 216 a.C.) è stato un politico romano del III secolo a.C.

## Biografia
Marco Emilio Lepido fu console romano nel 232 a.C., in un periodo di transizione tra la prima e la seconda guerra punica; nello stesso anno fu anche augure. Durante il suo consolato i Romani colonizzarono il territorio a sud di Ariminum, l'agrum gallicum, nella Gallia Cisalpina, dal quale cacciarono, dopo averli sconfitti, i Galli Senoni.

Nello stesso anno la Sardegna, da poco sottomessa dal suo predecessore, Manio Pomponio Matone, si sollevò contro la dominazione romana. Tornando col suo collega Marco Publicio Malleolo con un ricco bottino approdarono sulle coste della Corsica, ma vennero attaccati dagli isolani corsi, che si impossessarono del bottino. Fu poi consul suffectus nel 221 a.C..
Tito Livio racconta che nel 218 a.C., quando era ormai scoppiata la seconda guerra punica, egli era in Sicilia come propretore. Il tiranno Gerone di Siracusa, quando venne a sapere che una flotta cartaginese stava dirigendosi su Lilibeo per occupare la città romana, gli consigliò di porrvi un forte presidio a sua difesa. Emilio Lepido si attivò immediatamente inviando nelle diverse città degli ambasciatori e dei tribuni, affinché i presidi fossero particolarmente vigili di fronte a questa minaccia e in modo che Lilibeo fosse fornito di ogni possibile forma di difesa.
Morì nel 216 a.C.; in occasione della sua morte i tre figli, Lucio, Quinto e Marco, organizzarono in suo onore imponenti giochi gladiatorii, nei quali si affrontarono ventidue coppie di gladiatori.